# August by cake
August by cake is het 24e studioalbum van de Amerikaanse indierockband Guided by Voices. Het is tevens het tweede album sinds de heroprichting van de band in 2016 en het honderdste album van zanger Robert Pollard. Het dubbelalbum verscheen op 7 april 2017. August by cake is het eerste dubbelalbum van de band.

## Hoesontwerp
Op de hoes is bassist Mark Shue te zien die een fles bier met beide handen vasthoudt tijdens het drinken. Zanger Robert Pollard "introduceerde" deze manier van drinken na een optreden op een festival in Calgary in de lente van 2017. De bandleden bleven elkaar gedurende het jaar foto's sturen van het drinken van bier volgens de "Calgarian Method". Een van deze foto's werd geselecteerd voor de albumhoes.

## Geschiedenis
Pollard richtte Guided by Voices in 2016 opnieuw op nadat hij slechts twee jaar eerder de band had ontbonden. Hij nam het eerste album Please be honest (2016) alleen op en bespeelde zelf alle instrumenten. August by cake is het tweede album sinds de heroprichting maar het eerste met de nieuwe bezetting. Het is eerste album van de band waar alle leden muziek voor hebben geschreven. De leden verzorgden tevens de drumpartijen bij hun eigen liederen.

## Tracklist
Alle muziek en teksten zijn geschreven door Robert Pollard, tenzij anders aangegeven. 
| Nr. | Titel                                                          | Duur |
| --- | -------------------------------------------------------------- | ---- |
| 1.  | 5° on the inside                                               | 2:29 |
| 2.  | Generox gray                                                   | 1:59 |
| 3.  | When we all hold hands at the end of the world                 | 2:03 |
| 4.  | Goodbye note (Doug Gillard)                                    | 2:52 |
| 5.  | We liken the Sun                                               | 2:10 |
| 6.  | Fever pitch                                                    | 1:02 |
| 7.  | Absent the man (Mark Shue)                                     | 1:37 |
| 8.  | Packing the dead zone                                          | 2:52 |
| 9.  | What begins on new years day                                   | 2:00 |
| 10. | Overloaded (Kevin March)                                       | 3:33 |
| 11. | Keep me down                                                   | 2:34 |
| 12. | West coast company man                                         | 1:56 |
| 13. | Warm up to religion                                            | 1:53 |
| 14. | High five hall of famers (Bobby Bare jr.)                      | 2:09 |
| 15. | Sudden fiction (Shue)                                          | 2:42 |
| 16. | Hiking skin                                                    | 1:57 |
| 17. | It's food                                                      | 2:54 |
| 18. | Cheap buttons                                                  | 2:13 |
| 19. | Substitute 11                                                  | 2:32 |
| 20. | Chew the sand (Shue)                                           | 3:46 |
| 21. | Dr. Feelgood falls off the ocean (Robert Pollard, Jim Pollard) | 2:00 |
| 22. | The laughing closet                                            | 1:33 |
| 23. | Deflect/Project (Gillard)                                      | 2:34 |
| 24. | Upon the circus bus (Bare jr.)                                 | 2:21 |
| 25. | Try it out (it's nothing)                                      | 1:48 |
| 26. | Sentimental wars (March)                                       | 2:49 |
| 27. | Circus day holdout                                             | 2:03 |
| 28. | Whole tomatoes                                                 | 1:13 |
| 29. | Amusement park is over                                         | 2:19 |
| 30. | Golden doors                                                   | 1:42 |
| 31. | The possible edge                                              | 2:03 |
| 32. | Escape to Phoenix                                              | 2:08 |

## Personeel

### Bezetting
- Robert Pollard, zang
- Doug Gillard, gitaar
- Bobby Bare jr., gitaar
- Mark Shue, basgitaar
- Kevin March, drums

### Productie
- Travis Harrison, geluidstechnicus